# اچ‌ام‌اس بلک‌وود (اف۷۸)
اچ‌ام‌اس بلک‌وود (اف۷۸) (به انگلیسی: HMS Blackwood (F78)) یک کشتی بود. این کشتی در سال ۱۹۵۵ ساخته شد.